# Temporada de tufões no Pacífico de 2003
A temporada de tufões no Pacífico de 2003 foi um período ligeiramente abaixo da média anual de ciclogênese tropical exibindo o desenvolvimento de 45 depressões tropicais, das quais 21 se tornaram tempestades; desses, 14 tornaram-se tufões. Embora todos os meses, com exceção de fevereiro e março, apresentassem atividade tropical, a maioria das tempestades se desenvolveu de maio a outubro. Durante a temporada, os ciclones tropicais afetaram as Filipinas, o Japão, a China, a Península Coreana, a Indochina e várias ilhas do Pacífico ocidental.
A temporada decorreu durante todo o ano, com a primeira tempestade, Yanyan, desenvolvendo-se a oeste das Ilhas Marshall em 15 de janeiro. Em abril, o tufão Kujira se tornou um dos mais duradouros tufões do Pacífico na história e atingiu recordes climatológicos por seus impactos inusitadamente iniciais. O tufão Imbbudo em julho causou várias mortes e danos extensos nas Filipinas e na China. Em setembro, o tufão Maemi se tornou um dos tufões mais caros da história registrada após atingir a Coreia do Sul ; Maemi também foi o ciclone tropical mais intenso da temporada com uma pressão barométrica mínima de 910 mbar en hPa ; 26,87 inHg ). No final de novembro, o tufão Lupit devastou áreas do estado de Yap nos Estados Federados da Micronésia. A temporada terminou com a dissipação de uma depressão tropical a leste das Filipinas em 27 de dezembro.
O escopo deste artigo está limitado ao Oceano Pacífico, ao norte do equador e a oeste da Linha Internacional de Data. Tempestades que se formam a leste da linha de data e ao norte do equador são chamadas de furacões; ver temporada de furacões no Pacífico de 2003. Tempestades tropicais formadas em toda a bacia do Pacífico Ocidental são nomeadas pelo Tokyo Typhoon Center. Depressões tropicais nesta bacia monitoradas pelo Joint Typhoon Warning Center enJTWC) têm o sufixo "W" adicionado ao seu número. As depressões tropicais que entram ou se formam na área de responsabilidade das Filipinas recebem um nome pela Administração de Serviços Atmosféricos, Geofísicos e Astronômicos das Filipinas ou PAGASA. Isso muitas vezes pode resultar na mesma tempestade com dois nomes.

## Previsões sazonais
| Previsões TSR Data   | Tempestades tropicais | Tufões total       | TCsbr>intensos        | Ref    |
| -------------------- | --------------------- | ------------------ | --------------------- | ------ |
| Average en1972–2001) | 26,1                  | 16,3               | 8,5                   | [ 2 ]  |
| 5 de março de 2003   | 26,2                  | 16,6               | 8,5                   | [ 3 ]  |
| 11 de abril de 2003  | 26,7                  | 17,1               | 9,2                   | [ 4 ]  |
| 6 de maio de 2003    | 26,0                  | 16,3               | 8,2                   | [ 5 ]  |
| 10 de 20 de junho03  | 25,8                  | 16,1               | 7,9                   | [ 6 ]  |
| 4 de julho de 2003   | 26,3                  | 16,7               | 8,6                   | [ 7 ]  |
| 5 de agosto de 2003  | 27,0                  | 17,5               | 9,6                   | [ 8 ]  |
| temporada 2003       | Centro previsão       | Ciclones tropicais | Tempestades tropicais | Tufões |
| Atividade atual:     | JMA                   | 44                 | 21                    | 14     |
| Atividade atual:     | JTWC                  | 27                 | 23                    | 17     |
| Atividade atual:     | PAGASA                | 25                 | 21                    | 14     |

Em 5 de março de 2003, meteorologistas da University College London no Tropical Storm Risk (TSR) Consortium emitiram uma previsão de alcance estendido para a temporada de tufões, observando a probabilidade de atividade de ciclone tropical próximo da média como resultado das temperaturas da superfície do mar neutras projetadas. A previsão indicou o potencial de 26,2 tempestades tropicais, em comparação com a média de 10 e 30 anos de 27,8 e 26,3 tempestades, respectivamente. No mês seguinte, o grupo elevou sua previsão de tempestades tropicais para 26,7, indicando uma temporada um pouco acima da média. Nos próximos dois meses, no entanto, as flutuações nas temperaturas da superfície do mar, particularmente as do Pacífico Central, fizeram com que o grupo revisasse suas previsões para baixo e indicassem a probabilidade de uma temporada de tufões ligeiramente abaixo da média em sua previsão de junho. Um aumento nas temperaturas da superfície do mar nos meses seguintes levou o grupo de previsão a mais uma vez aumentar suas previsões para indicar uma temporada próxima da média em sua atualização final de agosto, que previa 27 tempestades tropicais. O grupo foi muito preciso em suas previsões, sendo as previsões de abril e agosto as mais precisas.
Da mesma forma, meteorologistas que trabalham com a Universidade da Cidade de Hong Kong emitiram uma projeção sazonal em 24 de abril de 2003, indicando a probabilidade de uma temporada normal ou abaixo do normal com 29 ciclones tropicais totais, 26 tempestades tropicais e 16 tufões. Assim como no TSR, o grupo baseou principalmente seus números de previsão no status predominante do El Niño-Oscilação Sul. A Universidade da Cidade de Hong Kong revisou suas previsões em 24 de junho de 2003, indicando um ligeiro aumento do total de ciclones tropicais para 30. O grupo também foi preciso em suas previsões para todo o Noroeste do Pacífico, embora suas previsões especializadas para o Mar da China Meridional estivessem substancialmente erradas.
Durante o ano, a Agência Meteorológica do Japão (JMA) emitiu alertas sobre ciclones tropicais a oeste da Linha Internacional de Data até a Península Malaia e ao norte do equador ; isso se deveu ao status da agência como o Centro Meteorológico Regional Especializado oficial, conforme designado pela Organização Meteorológica Mundial em 1989. A JMA emitiu previsões e análises quatro vezes por dia, a partir das 0000 UTC e continuando a cada seis horas. A JMA emitiu previsões baseadas em um modelo climatológico de previsão de ciclones tropicais. A agência estimou 10 ventos sustentados por minuto e pressão barométrica com base na técnica de Dvorak e previsão numérica do tempo. O JTWC também emitiu alertas sobre tempestades dentro da bacia, operando a partir de Pearl Harbor, no Havaí, para representar os interesses das Forças Armadas dos Estados Unidos nos oceanos Índico e Pacífico.

## Resumo da temporada

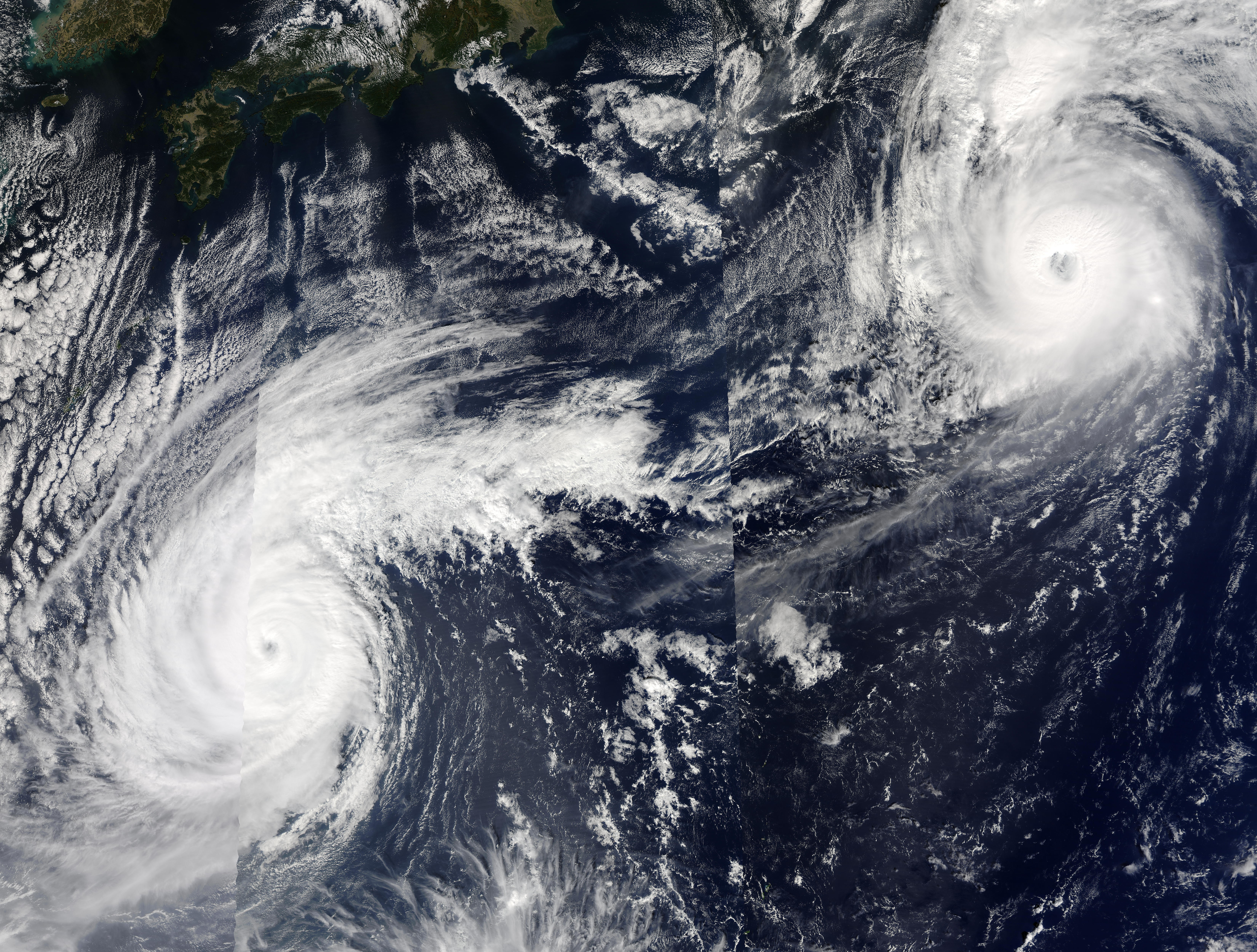
Tufões Ketsana e Parma em 24 de outubro

Ao longo da temporada, as temperaturas da superfície do mar no Pacífico equatorial ocidental ficaram acima do normal, incluindo as do Mar da China Meridional. Áreas de convecção persistiram durante todo o ano nas latitudes mais baixas, particularmente ao redor das Filipinas. A divergência atmosférica também foi prevalente nas mesmas regiões, resultando em ciclogênese tropical aprimorada a leste das Filipinas em 2003; a região média de desenvolvimento dos sistemas tropicais durante o ano foi mais sudoeste do que a média de 30 anos de 1971-2000. Em 2003, a JMA acompanhou 21 ciclones tropicais de pelo menos intensidade de tempestade tropical; desses, 14 atingiu a intensidade de um tufão. Embora o número de tempestades tropicais estivesse abaixo da média, a proporção entre tempestades tropicais e tufões era de 66%. maior que o normal. A Administração de Serviços Atmosféricos, Geofísicos e Astronômicos das Filipinas (PAGASA) monitorou três ciclones adicionais de pelo menos intensidade de tempestade tropical que não foram monitorados pela JMA.
A temporada começou com a formação da tempestade tropical Yanyan em 15 de janeiro. Após sua dissipação cinco dias depois, nenhum ciclone tropical com intensidade de tempestade tropical se desenvolveu nos próximos dois meses. Este período de inatividade terminou com a formação do tufão Kujira em meados de abril; Kujira foi uma das mais longas tempestades do Pacífico já registradas e foi o primeiro tufão com ventos sustentados de 1 minuto de pelo menos 240 km/h (150 mph) em abril desde o tufão Isa em 1997. A atividade tropical aumentou de maio a junho e, durante esse período, a JMA monitorou quatro tempestades tropicais, enquanto o PAGASA monitorou uma quinta tempestade no leste das Filipinas. Três das quatro tempestades tropicais monitoradas pela JMA se aproximaram ou atingiram o Japão, incluindo o tufão Soudelor, que trouxe fortes chuvas e ventos nas ilhas Ryukyu e na península coreana.
A atividade tropical voltou a diminuir na segunda quinzena de junho e na primeira quinzena de julho. A segunda quinzena de julho, no entanto, contou com o desenvolvimento dos tufões Imbudo e Koni, que seguiram para o oeste pelas Filipinas antes de atingir áreas perto de Saipan e outras regiões do sudeste da China. Imbudo causou a morte de 78 pessoas e US$ 383 milhões em danos.  Agosto foi um mês altamente ativo para a ciclogênese tropical, com um total de seis tempestades tropicais monitoradas pelo JMA, JTWC e PAGASA. Isso incluiu os tufões Krovanh e Dujuan, que também atingiram o sudeste da China. O tufão Etau no início do mês atingiu o Japão, resultando em 17 mortes.

A atividade foi um pouco abaixo da média em setembro, com apenas um ciclone tropical atingindo a terra firme, Maemi. No entanto, Maemi foi o ciclone tropical mais forte da temporada e foi o mais caro com cerca de US$ 4,8 mil milhões em danos, principalmente na Coreia do Sul. A ciclogênese tropical e a atividade continuaram a diminuir após agosto, com outubro apresentando apenas três tempestades tropicais. No entanto, dois, Ketsana e Parma, atingiram a intensidade de um tufão; ambos ficaram longe da terra. Novembro apresentou menos tempestades, mas foi climatologicamente mediano, com dois tufões em desenvolvimento. O segundo tufão, Lupit, devastou partes do estado de Yap, resultando em aproximadamente US$ 1,7 milhões em danos. Em dezembro, o JTWC e o PAGASA monitoraram um único sistema tropical a leste das Filipinas, embora o JMA não tenha monitorado ou classificado nenhum ciclone tropical durante o mês.

## Sistemas

### Tempestade tropical Yanyan
Em 11 de janeiro, o JTWC começou a monitorar a perturbação que eventualmente se desenvolveria em Yanyan perto da Linha Internacional de Data. À medida que o sistema seguia para o oeste, gradualmente se moveu para um ambiente mais favorável para a ciclogênese tropical. Em 14 de janeiro, observações de superfície indicaram que a área de baixa pressão desenvolveu um centro de circulação fechado e de baixo nível indicativo de um ciclone tropical, as imagens de satélite permaneceram inconclusivas. No entanto, a JMA classificou a área de pressão como uma depressão tropical a oeste das Ilhas Marshall às 06:00 UTC em 15 de janeiro. O JTWC seguiria o exemplo classificando a tempestade como tal às 1800 UTC mais tarde naquele dia. Na época, a depressão seguia oeste-noroeste sob a influência de uma cordilheira subtropical ao norte. No dia seguinte, o sistema diminuiu em atividade convectiva antes de retomar sua trilha anterior e acelerar. Em 0000 UTC em janeiro Em 17 de janeiro, o JTWC atualizou o sistema para intensidade de tempestade tropical, embora a tempestade permanecesse sem nome, pois a JMA continuou a classificá-la como uma depressão tropical.

Ao longo de 17 de janeiro a tempestade tropical voltaria a oscilar em força, resultando em um breve rebaixamento pelo JTWC para a intensidade da depressão tropical. No entanto, um aumento na convecção profunda resultou em sua reclassificação como uma tempestade tropical em 1800 UTC naquele dia, seguido pela JMA atualizando o sistema para intensidade de tempestade tropical em 1200 UTC em 18 de janeiro. Como tal, a tempestade recebeu o nome de Yanyan. Mais ou menos na mesma época, o ciclone tropical começou a parar a leste das Ilhas Marianas e se curvar acentuadamente para nordeste. Enquanto o JTWC indicou que Yanyan atingiu o pico de força no final de janeiro 18 com ventos sustentados de 1 minuto de 60 km/h, a JMA considerou que o sistema manteve a mesma intensidade durante todo o seu período como uma tempestade tropical. Dirigido pela mesma cordilheira subtropical próxima, Yanyan continuaria a seguir em direção ao nordeste em um ambiente de ciclone tropical menos favorável. A JMA rebaixou Yanyan para depressão tropical em 1200 UTC em janeiro 20 antes da tempestade se transformar em um ciclone extratropical, pois seu centro de circulação de baixo nível se desacoplou da massa primária de convecção devido ao forte cisalhamento do vento. Em 0000 UTC, tanto o JTWC quanto o JMA interromperam o monitoramento de Yanyan.

### Tufão Kujira (Amang)
Kujira desenvolveu-se a partir de uma ampla área de clima perturbado como uma depressão tropical em 9 de abril bem removidos de quaisquer massas de terra. Logo após o desenvolvimento, Kujira rapidamente se intensificou em seus estágios iniciais e foi atualizada para uma tempestade tropical apenas dois dias após a ciclogênese. O fortalecimento diminuiu depois, embora a tempestade tenha atingido a intensidade do tufão em 14 de abril. A intensificação continuou e no final de 15 de abril, Kujira atingiu seu pico de intensidade com ventos de 165 km/h (103 mph) e uma pressão barométrica mínima de 930 mbar (hPa; 27,46 inHg). Após o pico de intensidade, Kujira começaria a seguir a noroeste e oscilaria em força, atingindo mais duas vezes a intensidade. Em 21 de abril, o tufão foi rebaixado para intensidade de tempestade tropical e começou a rastrear de forma irregular por vários dias a leste de Taiwan. No entanto, em 24 de abril, Kujira retomaria uma trilha para o norte e começaria a enfraquecer, e em 24 de abril foi rebaixado para a força da depressão tropical, uma vez que atingiu Kyushu. Após o desembarque, Kujira fez a transição para um ciclone extratropical em 25 de abril, que persistiu até cruzar a Linha Internacional de Data no final de abril de 2003.
Pouco depois de se desenvolver, Kujira causou duas mortes em Pohnpei, além de pequenos danos agrícolas e de infraestrutura; efeitos semelhantes foram sentidos em Guam. Vários dias depois, o tufão provocou alertas de ciclone e outras medidas de precaução nas Filipinas, depois que as previsões indicaram o potencial de ventos fortes e chuva. No entanto, em última análise, quaisquer efeitos no arquipélago associados a Kujira permaneceram mínimos.  O tufão também provocou alertas em Taiwan, tornando-se o primeiro tufão de abril desde 1978 a causar tal feito. Ao contrário das Filipinas, no entanto, Kujira traria chuvas significativas para Taiwan.  Os efeitos do tufão foram mais significativos no Japão, particularmente nas Ilhas Ryukyu. Ventos fortes, chuva e ondas causaram US$ 230.000 (¥27,8 milhões) em danos agrícolas na Ilha de Ishigaki. Uma pessoa morreu devido aos ferimentos resultantes das ondas. Em Kyushu, chuvas fortes, chegando a 196 mm na província de Ōita, foi relatado. No geral, apesar de sua distância da terra e fraca intensidade no momento de seu único pouso, Kujira resultou em três mortes.

Uma área de convecção formada em 16 de maio a sudoeste de Palau, localizado dentro de uma área de cisalhamento de vento fraco. No dia seguinte, o JMA e o JTWC classificaram o sistema como uma depressão tropical. A convecção foi desorganizada em associação com múltiplos centros de circulação, embora tenha se organizado gradativamente. Movendo-se inicialmente para o oeste, a depressão virou mais para o norte em uma área de crescente cisalhamento do vento. Em maio Em 19 de novembro, o JTWC atualizou o sistema para tempestade tropical 03W, e no mesmo dia, PAGASA o classificou como depressão tropical Batibot. Logo depois, a convecção diminuiu do centro, e em 20 de maio, todas as agências de alerta descontinuaram os avisos.

### Tufão Chan-hom
Ao meio dia de 18 de maio, o JTWC começou a monitorar uma área de clima perturbado persistente associada a uma ampla área de baixa pressão a sudoeste de Chuuk. Em condições altamente condutivas, a perturbação rapidamente se organizou e passou a ser classificada como depressão tropical em 0000 UTC no dia seguinte. Em seus estágios iniciais, a depressão seguiu lentamente para nordeste. No entanto, uma cavado de ondas curtas forçou uma fraqueza em um cume próximo, permitindo que a tempestade tomasse um caminho mais simplificado para o norte. Às 1200 UTC de 20 de maio, a JMA atualizou a depressão para a tempestade tropical Chan-hom. Após a nomenclatura do sistema, Chan-hom serpenteou temporariamente para o noroeste antes de retomar sua trilha nordeste. No dia seguinte, a tempestade começou a desenvolver um olho; isso foi refletido com uma atualização pela JMA para o status de tufão às 0600 UTC em 23 de maio. A intensificação gradual seguiu, e em 1800 UTC naquele dia Chan-hom atingiu seu pico de intensidade com ventos máximos sustentados de 155 km/h (96 mph) e uma pressão mínima de 940 mbar (hPa; 27,76 inHg).
Após o pico de intensidade, Chan-hom começou a aspirar ar seco a partir de 25 de maio. Mais ou menos ao mesmo tempo, o tufão começou a enfraquecer e acelerar em direção ao nordeste. As condições continuaram a piorar à medida que a tempestade se movia mais para o norte, e quando o ciclone passou a leste de Minamitorishima, foi rebaixado para a classificação de tempestade tropical. A essa altura, Chan-hom havia perdido muito de sua convecção devido ao cisalhamento do vento. No início de maio Em 27 de janeiro, Chan-hom fez a transição completa para um ciclone extratropical, e esses remanescentes continuaram a seguir em direção ao nordeste. Esses remanescentes extratropicais se dissiparam ao sul das Ilhas Aleutas no dia seguinte. No início da existência do tufão, Chan-hom representou uma ameaça potencial para Guam, mas permaneceu bem a leste da ilha. No entanto, depois de passar para o nordeste, os ventos do tufão espalharam cinzas vulcânicas do vulcão Anatahan recentemente em erupção em direção à ilha, levando a medidas de precaução em Guam. Ashfalls foram relatados na ilha, forçando o cancelamento de vários voos. Como uma tempestade tropical, Chan-hom causou alguns danos a casas e plantações em Chuuk, principalmente devido às fortes chuvas provocadas pela tempestade. Offshore, 1.040 Navio de pesca de toneladas, o Nien Feioch, afundou durante a tempestade. O navio foi avaliado em US $ 16 milhão.

### Tempestade tropical severa Linfa (Chedeng)
A tempestade tropical Linfa desenvolveu-se como uma depressão tropical ao largo da costa oeste de Luzon em 25 de maio. A perturbação se intensificou rapidamente para atingir a intensidade da tempestade tropical algumas horas após a ciclogênese. No entanto, a intensificação se estabilizou quando Linfa executou um pequeno loop no sentido horário antes de um pouso subsequente em Luzon em 27 de maio. Devido à interação terrestre, a tempestade enfraqueceu e desacoplou-se temporariamente antes de se reformar no Mar das Filipinas. Depois o Linfa começou a se intensificar e atingiu seu pico de intensidade em 29 de maio com ventos máximos sustentados de 100 km/h (62 mph) e uma pressão barométrica de 980 mbar (hPa; 28,94 inHg). Após seu pico, a tempestade tropical começou a se deteriorar e se transformou em um ciclone extratropical em 30 de maio; esses remanescentes extratropicais continuaram a seguir para o norte através do Japão antes de se dissipar no Mar de Ocótsqui em 4 de junho.
O movimento errático e lento de Linfa ao largo das Filipinas ocidentais foi o catalisador para chu vas e inundações extremas, matando 41 pessoas do arquipélago. A precipitação atingiu o pico de 723 mm perto de Dagupan. O aumento das águas das enchentes resultou no fechamento temporário de escritórios do governo e vários deslizamentos de terra. Além disso, ventos fortes causaram quedas de energia generalizadas. Danos gerais de Linfa nas Filipinas totalizaram ₱ 192,3 milhões (US$ 3,65 milhão). As inundações também deslocaram 8 367 pessoas em 1.686 famílias e destruiu 178 casas.  Linfa e seus remanescentes extratropicais mais tarde trouxeram chuvas torrenciais e inundações generalizadas para o Japão, particularmente nas regiões do sudoeste. A precipitação lá atingiu um pico de 727 milímetros (28,62 pol). Os danos das inundações foram piores nas províncias de Kōchi e Tokushima, onde vários edifícios foram destruídos pelas águas das enchentes. Outros locais no Japão sofreram danos agrícolas consideráveis, bem como vários deslizamentos de terra. No geral, Linfa causou cerca de US$ 28,2 milhões em danos, muitos dos quais ocorreram no Japão, embora a totalidade das mortes associadas ao ciclone tenha ocorrido nas Filipinas.

### Tempestade tropical severa Nangka (Dodong)
No final de maio, uma área de mau tempo começou a persistir no Mar da China Meridional. O JTWC começou a monitorar o aglomerado de tempestades em 29 de maio. No dia seguinte, a JMA reclassificou o sistema como depressão tropical; inicialmente o sistema permaneceu altamente desorganizado devido à falta de convecção profunda. O cisalhamento moderado persistente do vento e o ar seco impediram que o ciclone se fortalecesse significativamente nos estágios iniciais da tempestade. Essas condições diminuíram quando a depressão seguiu para nordeste e às 0000 UTC em 1 de junho, a JMA atualizou o sistema para a tempestade tropical Nangka. Ao longo do dia, Nangka continuou a se fortalecer à medida que acelerava para nordeste e atingiu o pico de força com uma pressão barométrica de 985 mbar (hPa; 29,09 inHg) e ventos máximos sustentados de 95 km/h (59 mph), tornando-se uma tempestade tropical severa.
No entanto, ao passar pelo Canal de Bashi, as condições começaram a se deteriorar devido ao aumento do cisalhamento do vento, enfraquecendo o sistema e resultando em seu rebaixamento para o status de depressão tropical pela JMA às 1200 UTC em 3 de junho. Nangka continuou a ficar cada vez mais desorganizada à medida que se movia mais para o norte, e no final daquele dia, a depressão fez a transição para um ciclone extratropical. Os remanescentes resultantes continuaram a rastrear bem a leste do Japão antes de se dissipar em 7 de junho. Devido ao seu rastro longe das massas de terra, os danos permaneceram mínimos; no entanto, quando Nangka passou para o sul e leste do Japão, a tempestade trouxe chuvas leves para o país, chegando a 81 mm em Minamidaito, Okinawa.

### Tufão Soudelor (Egay)
Uma perturbação tropical persistiu nas monções a noroeste de Pohnpei em 7 de junho, e moveu-se para o oeste sem desenvolvimento devido ao cisalhamento do vento. Em 11 de junho, o cisalhamento diminuiu o suficiente para permitir que a convecção se organizasse, e no dia seguinte a JMA a classificou como uma depressão tropical a nordeste de Palau. Em 13 de junho, a JMA a atualizou para a tempestade tropical Soudelor, a leste das Filipinas, e a PAGASA deu-lhe o nome local "Egay". Soudelor mudou-se para o noroeste e depois para o norte, paralelamente ao leste das Filipinas, e em 17 de junho, a JMA o atualizou para o status de tufão. A tempestade intensificou-se rapidamente a leste de Taiwan, pois desenvolveu um olho bem definido, e, ao fazê-lo, passou sobre a ilha japonesa de Iriomote-jima por volta de 2030. UTC em 17 de junho. Às 0600 UTC em 18 de junho, o pico estimado do JTWC 1 ventos minutos de 215 km/h (134 mph), enquanto a JMA estimou o pico 10 ventos minutos de 150 km/h (90 km/h). Aumento de cisalhamento enfraqueceu o tufão para tempestade tropical se fortalecer em 19 de junho, e mais tarde naquele dia a JMA declarou a tempestade como extratropical perto das Ilhas Oki. Os remanescentes extratropicais de Soudelor continuaram para o nordeste, cruzando o norte do Japão em 20 de junho e se dissipando em 24 de junho.
Enquanto na costa das Filipinas, Soudelor caiu chuvas fortes que causaram inundações e deixaram milhares de desabrigados. A tempestade causou ₱131 milhões (PHP, $ 2,46 milhões de dólares) em danos e 12 mortes. Na ilha japonesa de Iriomote-jima, onde as rajadas de vento chegaram a 204 km/h (127 km/h). Também afetou Taiwan, onde as inundações cobriram estradas e causaram deslizamentos de terra. No Japão, a tempestade causou quedas de energia generalizadas, embora os danos tenham sido mínimos, e houve 21 lesões. Na Coreia do Sul, havia US$ 12,1 milhões em danos e duas mortes.

### Tufão Imbudo (Harurot)
Em 15 de julho, a JMA estimou que uma depressão tropical se formou, e no dia seguinte o JTWC iniciou alertas sobre a depressão tropical 09W cerca de 665 km a leste de Yap. Uma cordilheira subtropical perto de Okinawa dirigiu a depressão nascente para oeste-noroeste durante grande parte de sua duração. Com águas quentes e condições favoráveis de nível superior, a depressão se organizou rapidamente, primeiro para a tempestade tropical Imbud em 17 de julho, e para o status de tufão dois dias depois, quando a PAGASA começou a emitir alertas sobre o tufão Harurot. Naquela época, o Imbudo estava se intensificando rapidamente, desenvolvendo um olho bem definido. Em 1200 UTC em 20 de julho, a JMA estimou o pico ventos sustentados por 10 minutos de 165 km/h (103 mph), e ao mesmo tempo, o JTWC estimou ventos sustentados de 1 minuto de 240 km/h (150 mph), tornando-se um super tufão. Imbudo manteve ventos de pico por cerca de 12 horas, antes de passar por um ciclo de substituição da parede do olho. Às 0300 UTC em 22 de julho, Imbudo atingiu o norte de Lução, com 1 ventos por minuto estimados em 205 km/h (127 mph) pelo JTWC. Ele enfraqueceu em terra, mas se intensificou no Mar da China Meridional, atingindo o sul da China perto de Yangjiang, Guangdong em 24 de julho. Imbudo enfraqueceu rapidamente, dissipando-se em 25 de julho.
Nas Filipinas, as autoridades evacuaram mais de 14.000 pessoas. Imbudo foi o tufão mais forte a atingir desde o tufão Zeb cinco anos antes, O tufão deixou áreas extensas inundadas por vários dias. Os danos foram mais pesados no Vale de Cagaiã, onde mais de 80 000 pessoas foram deslocadas pela tempestade. Em Isabela, ventos fortes destruíram a maior parte da safra de banana e danificaram severamente outras lavouras. Em todas as Filipinas, Imbudo danificou ou destruiu 62.314 casas, causando P4.7 mil milhões (2003 PHP, $ 86 milhões 2003 USD) em danos. Foram 64 mortes no país. No sul da China em Yangjiang, mais de 30 000 pessoas evacuadas antes da tempestade, e mais da metade das árvores na cidade caíram devido aos ventos fortes. Ventos fortes mataram um homem em Hong Kong depois de derrubá-lo de uma plataforma. Ao longo de Guangdong, Imbudo destruiu 595 000 casas e causou oito mortes. Chuvas fortes se espalham pelo sul da China, chegando a 343 mm no condado de Hepu na província de Quancim. Lá, 12 pessoas morreram da tempestade. Os danos totais na China foram de cerca de ¥ 4,45 mil milhões (CNY, $ 297 milhões de dólares).

### Tempestade tropical severa Koni (Gilas)
Koni originou-se de uma depressão tropical situada no vale das monções a leste das Filipinas em 15 de julho. Seguindo para o oeste, a intensificação foi lenta e o sistema permaneceu uma depressão tropical enquanto se movia pela região central das Filipinas em 17 de julho. Ao entrar no Mar da China Meridional, as condições permitiram um fortalecimento mais rápido, e o ciclone atingiu o status de tempestade tropical em 18 de julho antes de atingir seu pico de intensidade com ventos máximos sustentados de 110 km/h (68 mph), tornando-se uma tempestade tropical severa. No entanto, as condições atmosféricas começaram a se deteriorar quando Koni atingiu Ainão em 21 de julho, enfraquecendo o sistema. A tempestade tropical continuou a enfraquecer à medida que se movia sobre o Golfo de Tonquim antes de atingir a terra firme perto de Hanói, no Vietnã, no dia seguinte. Seguindo para o interior, a combinação de interação terrestre e cisalhamento do vento fez com que Koni se dissipasse sobre o Laos em 23 de julho.
Logo após o desenvolvimento, Koni rastreou as Filipinas, matando duas pessoas. Depois de se mudar para o Mar da China Meridional, a turbulência produzida pela tempestade resultou em um incidente de aviação envolvendo um avião comercial no oeste das Filipinas. Três dos ocupantes do avião sofreram ferimentos leves. Em Ainão, Koni causou fortes chuvas, chegando a 189 milímetros (7,44 pol) em uma estação na Montanha Wuzhi. As chuvas resultaram no colapso de 1 400 casas e um CN estimado ¥ 140,27 milhões (US $ 16,9 milhões) em perdas econômicas diretas. Os efeitos foram piores no Vietnã, onde três pessoas foram mortas. Ocorreram quedas de energia generalizadas e ventos fortes resultaram em danos agrícolas e de infraestrutura, principalmente nas províncias do norte do Vietnã.

### Tempestade tropical Morakot (Juaning)
Morakot gerou a partir de uma área de clima perturbado no Mar das Filipinas em 31 de julho. Seguindo a noroeste, as condições favoráveis permitiram a intensificação do sistema para a força da tempestade tropical em 2 de agosto. Morakot atingiu o pico de intensidade mais tarde naquele dia com ventos de 85 km/h (53 mph) e uma pressão barométrica mínima de 992 mbar (hPa; 28,29 inHg). Essa intensidade foi mantida por várias horas até que condições atmosféricas menos favoráveis enfraqueceram ligeiramente o sistema; isto foi seguido por Morakot fazendo landfall no sul de Taiwan em 3 de agosto. Posteriormente, a tempestade enfraqueceu e moveu-se para o Estreito de Taiwan antes de atingir a terra firme perto de Quanzhou, na China, no dia seguinte. A tempestade rapidamente enfraqueceu sobre o continente chinês e se dissipou inteiramente várias horas após o desembarque.
Em Taiwan, onde Morakot chegou pela primeira vez, fortes chuvas resultaram em inundações. Voos comerciais, escolas e serviço ferroviário em algumas áreas foram cancelados antes da tempestade. A precipitação atingiu o pico de 653 milímetros (25,71 in) durante um período de quase dois dias no condado de Taitung. Danos nas plantações também resultaram das chuvas e foram estimados em mais de NT $ 70 milhões (US$ 2 milhão). Na China, foram registradas chuvas recordes. A cidade mais impactada foi Quanzhou, onde as perdas devido a Morakot atingiram CN ¥ 240 milhões (US$ 29 milhões) e uma morte foi relatada. As quedas de energia também foram generalizadas no sudeste da China. Devido a condições de seca preexistentes, 703 operações de semeadura de nuvens ocorreram para gerar artificialmente chuva adicional; tais operações resultaram em precipitação moderada sobre a área alvo. No geral, Morakot causou cerca de US $ 31 milhões em danos e três mortes.

### Tufão Etau (Kabayan)
Uma depressão tropical se desenvolveu em 2 de agosto a sudeste de Guam, e gradualmente se intensificou enquanto se movia para o noroeste, tornando-se uma tempestade tropical em 3 de agosto e um tufão um dia depois. Etau formou um olho e se tornou uma grande tempestade quando se aproximou de Okinawa em 7 de agosto. O tufão atingiu ventos máximos de 155 km/h (96 mph) antes de enfraquecer ligeiramente ao virar para o nordeste. Etau atingiu a ilha japonesa de Shikoku em 8 de agosto, e mais tarde mudou-se por partes de Honshu e Hokkaido. Depois de enfraquecer para o status de tempestade tropical, o ciclone tornou-se extratropical em 9 de agosto e se dissipou três dias depois.
Ao passar a nordeste das Filipinas, o tufão causou danos leves no arquipélago. O olho cruzou Okinawa, onde Etau deixou 166 800 pessoas sem energia e causou 10 lesões. Perto de onde Etau atingiu o Japão pela primeira vez, Muroto relatou uma rajada de vento de pico de 166 km/h (103 mph), na época o terceiro mais forte já registrado. O tufão também derrubou chuvas torrenciais chegando a 683 mm. A combinação de ventos e chuvas causou deslizamentos de terra, principalmente em Hokkaido. Em todo o país, Etau matou 20 pessoas, destruídas 708 casas, e causou ¥35,1 mil milhões (JPY, US$ 294,8 milhões de dólares) em danos.

### Tufão Krovanh (Niña)
Krovanh originou-se de uma perturbação tropical dentro da calha das monções a leste do estado de Chuuk em 13 de agosto. Apesar das condições bastante favoráveis, a depressão tropical inicial não se intensificou significativamente e degenerou em uma baixa remanescente em 18 de agosto. No entanto, esses remanescentes conseguiram se reorganizar e o sistema foi reclassificado como ciclone tropical um dia depois. A intensificação foi bastante rápida após a reforma da tempestade – a depressão atingiu o status de tempestade tropical em 20 de agosto e depois a intensidade do tufão dois dias depois. Pouco depois, Krovanh fez landfall em Luzon no pico de intensidade com ventos de 120 km/h (75 km/h). O tufão surgiu no Mar da China Meridional como uma tempestade tropical muito mais fraca, embora tenha sido capaz de se fortalecer em águas quentes. Mais uma vez na intensidade do tufão, Krovanh cortou Ainão antes de passar pela Península de Leizhou a caminho de um desembarque final perto de Cẩm Phả, Vietnã em 25 de agosto. O enfraquecimento rápido devido à interação terrestre ocorreu quando Krovanh se moveu pelo norte do Vietnã, onde a tempestade encontrou seu fim no dia seguinte.
Krovanh atingiu pela primeira vez as Filipinas, resultando em fortes chuvas e deslocando aproximadamente 1.000 famílias. A inundação causou danos graves e matou uma pess oa. Os efeitos de Krovanh foram muito mais graves na China. Em Hong Kong, onze pessoas ficaram feridas e inundações isoladas ocorreram como resultado das faixas de chuva externas do tufão. No entanto, a Província de Guangdong, Província de Ainão e Guangxi foram as regiões chinesas mais amplamente impactadas. O tufão trouxe rajadas de vento recordes em Guangxi. Nessas três regiões combinadas, 13.000 estima-se que as casas tenham desmoronado e uma grande faixa de terras agrícolas foi danificada. Duas pessoas foram mortas na China e as perdas econômicas aproximaram-se de ¥ 2,1 mil milhões (US$ 253 milhões). Devido ao seu posicionamento e trajetória, de todas as áreas do Vietnã, apenas as regiões mais ao norte do país foram impactadas por Krovanh. As inundações repentinas ocorreram a sério nessas regiões, e 1 000 casas foram arrasadas.  Uma pessoa foi morta e outras cinco ficaram feridas no Vietnã.  No geral, o tufão foi responsável pela morte de quatro pessoas.

### Tempestade tropical Vamco (Manang)
O vale das monções gerou vários distúrbios tropicais em meados de agosto, um dos quais se tornou a depressão tropical Lakay, perto das Filipinas. Em 18 de agosto, uma área de convecção persistiu no lado sul de uma circulação, desenvolvendo-se em uma depressão tropical a leste de Luzon. Moveu-se rapidamente para o norte e depois para o noroeste em uma área geralmente desfavorável ao fortalecimento, como a presença de cisalhamento do vento e interação com a terra. Em agosto Em 19 de novembro, a JMA atualizou a depressão para a tempestade tropical Vamco, a leste de Taiwan. Mais tarde naquele dia, a circulação passou apenas 55 km ao norte de Taipei, embora a convecção tenha sido exposta naquela época. Em agosto Em 20 de outubro, a JMA avaliou Vamco como se dissipando no Estreito de Taiwan, embora o JTWC continuasse alertando até que a tempestade desembarcou no sudeste da China.
A precipitação em Taiwan atingiu 69 mm no condado de Ilan. Na ilha, a tempestade deixou várias centenas de casas sem energia devido a um raio. Na China continental, as chuvas atingiram o pico de 101 mm em Wenzhou, Zhejiang, que foram amplamente benéficas para aliviar as condições de seca, enquanto os ventos chegaram a 100 km/h (62 km/h). A tempestade danificou ou destruiu 5 880 casas e inundou 1 287 ha de arrozais, causando ¥38,6 milhões (CNY, US$ 4,7 milhões de dólares) em danos.

### Tufão Dujuan (Onyok)
Em 27 de agosto, uma depressão tropical desenvolveu-se cerca de 520 km a noroeste de Guam, que inicialmente derivou para o sudoeste antes de virar para o noroeste. Em agosto Em 29 de setembro, a JMA o atualizou para a tempestade tropical Dujuan, e naquele dia a PAGASA começou a emitir alertas sobre a tempestade tropical Onyok. A tempestade rapidamente se intensificou em um tufão, depois de desenvolver um olho no centro. Em 1 de setembro, a JMA estimou que Dujuan atingiu o pico 10 ventos minutos de 150 km/h (93 mph), e o JTWC avaliou ventos de pico de 1 minuto de 230 km/h (145 km/h). Enquanto perto do pico de intensidade, o centro de Dujuan passou cerca de 45 km ao sul da ponta sul de Taiwan. O tufão enfraqueceu de forma constante e foi uma tempestade tropical severa no momento em que atingiu a costa em 2 de setembro a leste de Hong Kong. O JTWC estimou ventos de terra firme de 185 km/h (115 mph), tornando-se o tufão mais forte a atingir o Delta do Rio das Pérolas desde o tufão Hope em 1979. Dujuan rapidamente enfraqueceu enquanto continuava para o oeste através da China, dissipando-se em 3 de setembro sobre Guangxi.
Nas Filipinas, Dujuan interagiu com a monção para produzir chuvas fortes, matando uma pessoa. Enquanto nas proximidades, Dujuan produziu rajadas de 100 km/h (62 mph) em Yonaguni, uma subdivisão japonesa de Okinawa. Chuvas fortes em Taiwan chegaram a 628 mm no condado de Pingtung, e os ventos atingiram o pico de 176 km/h (109 mph) em Orchid Island antes do anemômetro ser destruído. O causado cerca de NT $ 200 (NWD, $ 115 milhões de dólares) em danos às colheitas e matou três pessoas. Os danos foram menores em Hong Kong, e quatro pescadores estavam desaparecidos e presumivelmente afogados depois que seu barco afundou. No continente chinês, ventos fortes deixaram 90% da cidade de Shenzen sem energia, e mataram 16 trabalhadores da construção civil devido ao colapso de um edifício semi-acabado. Em Guangdong, o tufão danificou plantações e destruiu 54 000 casas foram destruídas. Os danos gerais na China foram estimados em ¥2,3 mil milhões (CNY, $ 277 milhões de dólares), e em Guangdong, o tufão matou 40 pessoas.

### Tufão Maemi (Pogi)
Tufão Maemi formou-se em 4 de setembro do cavado de monção no oeste do Oceano Pacífico. Ele se intensificou lentamente em uma tempestade tropical enquanto se movia para noroeste, e Maemi se tornou um tufão em 8 de setembro. Naquele dia, intensificou-se rapidamente devido às condições favoráveis, desenvolvendo um olho bem definido e atingindo ventos máximos máximos sustentados de 195 km/h (120 km/h). Enquanto estava perto do pico de intensidade, Maemi estava desacelerando e começou a girar para o norte-nordeste. A parede do olho logo depois passou sobre a ilha japonesa de Miyako-jima em 10 de setembro, produzindo a quarta pressão mais baixa já registrada no Japão após uma pressão de 912 mbar (26.9 inHg) foi registrado. Com águas quentes, Maemi foi capaz de manter grande parte de sua intensidade antes de atingir a costa oeste de Busan, Coreia do Sul, em 12 de setembro. Na ilha de Jeju, Maemi produziu uma rajada de vento de pico de 216 km/h (134 mph) e uma pressão mínima de 950 mbar (28 inHg), ambos estabelecendo recordes para o país, e tornando-o o tufão mais poderoso a atingir a Coreia do Sul desde que os registros começaram no país em 1904. O tufão tornou-se extratropical no Mar do Japão no dia seguinte, embora os remanescentes tenham persistido por vários dias, trazendo ventos fortes para o norte do Japão.
O tufão afetou primeiro as ilhas Ryukyu do Japão. Em Miyako-jima, ventos fortes danificaram 104 edifícios, e 95% dos moradores perderam energia.  Maemi caiu chuvas fortes lá, incluindo taxas de 58,5 mm em uma hora e 402,5 mm em 24 horas, esta última estabelecendo um recorde. Uma pessoa morreu em Miyako-jima depois de ser atingida por um vidro voador.  Em outras partes do Japão, a tempestade causou o cancelamento de voos,  enquanto deslizamentos de terra induzidos pela chuva bloquearam estradas. Houve outras duas mortes no Japão e os danos totalizaram ¥ 11,3 mil milhões (JPY, $96 milhões de dólares). Os danos foram mais pesados na Coreia do Sul, principalmente onde se mudou para terra. Os ventos em Busan perto do local de desembarque atingiram 154 km/h (96 mph), o segundo mais alto já registrado.  Lá, o porto sofreu grandes danos, causando interrupções nas exportações nos meses seguintes à tempestade. Em todo o país, os ventos fortes destruíram cerca de 5 000 casas e danificou 13 000 residências e empresas, deixando 25 000 pessoas desabrigadas. Cerca de 1,47 milhões de energia perdida, e danos generalizados nas plantações ocorreram, resultando na pior safra de arroz em 23 anos.  Na Coreia do Sul, Maemi matou 117 pessoas, e os danos totais totalizaram ₩ 5,52 trilhões de wons (US$ 4,8 mil milhões de dólares).

### Tufão Choi-wan (Roskas)
Em meados de setembro, o vale das monções gerou um distúrbio rapidamente organizado a leste-nordeste de Luzon, com cisalhamento de vento fraco e condições favoráveis. Em 16 de setembro, o JMA classificou-o como uma depressão tropical, e o JTWC iniciou os avisos no dia seguinte. O sistema deslocou-se para noroeste devido à cordilheira subtropical para nordeste e posteriormente para norte. Em setembro Em 18 de agosto, a JMA atualizou a depressão para tempestade tropical Choi-wan, no mesmo dia em que a PAGASA a classificou como tempestade tropical Roskas ena única vez que esse nome foi usado, pois foi aposentado no ano seguinte). Uma calha em movimento para o leste virou a tempestade para o nordeste, trazendo a pista sobre Okinawa e Amami Ōshima em 19 de setembro. Choi-wan continuou se intensificando gradualmente, tornando-se um tufão em 20 de setembro a sudeste do Japão. Naquele dia, a JMA estimou ventos de pico de 130 km/h (81 mph), e o pico estimado do JTWC 1 ventos minutos de 185 km/h (115 mph) em 21 de setembro, depois que Choi-wan desenvolveu um olho bem definido. O tufão enfraqueceu devido ao aumento do cisalhamento do vento, deteriorando-se para o status de tempestade tropical severa em 22 de setembro antes de JMA declarar extratropical em 23 de setembro. Os remanescentes de Choi-wan continuaram a nordeste, saindo da bacia em 24 de setembro, e eventualmente atingiu o sul do Alasca em 25 de setembro.
Rajadas de vento em Okinawa chegaram a 115 km/h (71 mph), enquanto na ilha vulcânica de Hachijō-jima, as rajadas atingiram 214 km/h (133 km/h). No continente japonês, os ventos chegaram a 126 km/h (78 mph) em Chōshi, Chiba. Choi-wan caiu chuva forte perto do Japão, chegando a 316 mm em Miyake-jima. Em Okinawa, Choi-wan inundou um barco, forçando seus ocupantes a serem resgatados pela Guarda Costeira. Também na ilha, fortes chuvas causaram deslizamentos de terra e inundações de casas. Em Amami Ōshima, a tempestade deixou 10 810 pessoas sem poder. Em Hachijō, rajadas de vento de 214 km/h (133 mph) danificado cerca de 200 casas. Em todo o país, Choi-wan destruiu 191 casas, feridos 9 pessoas, e deixou cerca de ¥300 milhões (JPY, US$ 2,5 milhões de dólares).

### Tufão Koppu (Sikat)
No final de setembro, o vale das monções gerou uma perturbação tropical a leste-nordeste de Yap, que se tornou uma depressão tropical em setembro. 24. Houve inicialmente várias circulações, com um vale tropical superior troposférico a nordeste aumentando a vazão. Depois de desacelerar e virar para o nordeste, a depressão se intensificou na tempestade tropical Koppu em 26 de setembro. Depois que a tempestade desenvolveu um grande recurso de olho, o JTWC o atualizou para o status de tufão em 27 de setembro, embora a JMA não tenha seguido o exemplo até o dia seguinte, perto de Chichi-jima. Também naquele dia, Kopp  u passou 95 km a oeste de Iwo Jima, e a JMA estimou o pico 10 ventos minutos de 130 km/h (80 km/h). O pico estimado do JTWC 1 ventos minutos de 165 km/h (103 mph), antes que uma calha se aproximando fizesse com que o tufão acelerasse para nordeste. A convecção diminuiu perto do centro, fazendo com que Koppu se tornasse extratropical em 30 de setembro. Os remanescentes continuaram geralmente para nordeste através das Ilhas Aleutas, eventualmente passando ao sul do Alasca continental em outubro. 7.
Em Chichi-jima, o tufão Koppu produziu ventos sustentados de 102 km/h (63 mph), com rajadas a 200 km/h (120 mph), que foi o terceiro mais forte já registrado para a estação. A precipitação atingiu 183 mm. Rajadas de vento em Iwo Jima chegaram a 109 km/h (68 km/h).

### Depressão tropical 18W
Em 6 de outubro, o JTWC classificou a depressão tropical 18W no início do mês na costa oeste de Luzon. Com correntes de direção fracas, o sistema moveu-se lentamente para o sudoeste antes de seguir para o noroeste. Em outubro Em 10 de outubro, a depressão se dissipou na costa do sul da China.

### Depressão tropical 19W
Após o fim do 18W, o JTWC monitorou a depressão tropical 19W, que se desenvolveu em 12 de outubro após uma tempestade extratropical produziu uma área de convecção. Descrita como uma baixa subtropical, a depressão moveu-se geralmente para nordeste em direção ao Japão devido à aproximação de uma frente fria. A depressão passou por Kyushu e Honshu antes de se dissipar em 13 de outubro.
A depressão caiu 285 mm de chuvas em Kōchi, enquanto ventos fortes associados atingiram 217 km/h (135 mph) através de um downburst produzido pela tempestade. Os ventos derrubaram dois guindastes, matando duas pessoas e deixando cerca de 9 000 casas sem energia. A depressão também matou duas pessoas devido a afogamentos.

### Tufão Ketsana (Tisoy)
Em meados de outubro, uma área de convecção persistiu ao longo do vale das monções entre Luzon e Guam, desenvolvendo-se em uma depressão tropical em 17 de outubro. O mesmo vale de monção mais tarde gerou o tufão Parma para o leste. Por vários dias, o sistema permaneceu desorganizado enquanto derivava para oeste-noroeste devido a fracas correntes de direção ao sul da cordilheira subtropical. Em outubro Em 19 de novembro, a JMA atualizou a depressão para a tempestade tropical Ketsana e, a essa altura, a tempestade começou a se deslocar para o nordeste. Com vazão favorável, Ketsana rapidamente se intensificou em um tufão em 20 de outubro depois de desenvolver um olho, e dois dias depois, a JMA estimou ventos de pico de 165 km/h (105 km/h). O pico estimado do JTWC 1 ventos minutos de 230 km/h (140 mph) na época em que o olho bem definido se expandiu para 37 km. Posteriormente, o tufão acelerou para nordeste em direção a oeste e começou a enfraquecer devido ao aumento do cisalhamento do vento e do ar seco. Em 26 de outubro, Ketsana tornou-se extratropical ao leste do Japão e se dissipou no dia seguinte. A passagem do tufão fez com que a concentração de clorofila superficial no oceano aumentasse 30 vezes.

### Tufão Parma
O mesmo vale de monção que gerou o tufão Koppu também produziu uma área de convecção ao norte-nordeste de Guam, tornando-se uma depressão tropical em 19 de outubro. O sistema moveu-se para noroeste e depois virou-se para nordeste em torno da cordilheira subtropical. Com baixo cisalhamento do vento e vazão favorável, a convecção tornou-se melhor organizada, e a JMA a atualizou para a tempestade tropical Parma em 21 de outubro. Depois que um olho começou a se formar, Parma foi atualizado para o status de tufão no dia seguinte. Uma calha se aproximando fez com que Parma acelerasse para nordeste, ao mesmo tempo em que aumentava a vazão. Em 24 de outubro, a JMA estimou ventos de pico de 175 km/h (109 mph), enquanto o JTWC estimou ventos de 240 km/h (150 mph), uma intensidade excepcionalmente alta para 30° N. Posteriormente, Parma contornou a cordilheira subtropical e começou a se mover para leste-sudeste, iniciando um ciclo de quase uma semana. A frente fria passou para o norte e não conseguiu trazer o tufão para nordeste.
O aumento do cisalhamento do vento enfraqueceu a convecção e Parma se deteriorou em uma severa tempestade tropical em 26 de outubro. No dia seguinte, começou a se mover para o oeste, passando por cerca de 345 km ao norte da Ilha Wake. Um grande olho de 110 km de diâmetro desenvolvido, e em outubro Em 28 de agosto, a JMA atualizou Parma para o status de tufão. No dia seguinte, o tufão virou para nordeste devido a outra calha que se aproximava. Com a diminuição do cisalhamento do vento e águas mais quentes, Parma se intensificou significativamente em 29 de outubro, atingindo um pico secundário de 165 km/h (103 mph) de acordo com JMA, e 215 km/h (134 mph) de acordo com JTWC. A tempestade moveu-se muito de perto ao longo da pista que levou vários dias antes. Aumento do cisalhamento do vento em 30 de outubro causou enfraquecimento rápido, resultando na dissipação do olho. No dia seguinte, o centro foi exposto e Parma tornou-se extratropical, saindo posteriormente da bacia  em 1 de novembro. Os remanescentes enfraqueceram, depois se voltaram para o sudeste e se dissiparam em 11 de novembro sudoeste da Califórnia.

### Depressão tropical 23W
Em 21 de outubro, um vale de monção gerou uma depressão tropical no Golfo da Tailândia, que se moveu para noroeste e atravessou o Oceano Índico, causando fortes chuvas na Tailândia.

### Depressão tropical 22W (Ursula)
Em 22 de outubro, uma depressão tropical desenvolvida no Mar da China Meridional, classificada pela PAGASA como Ursula. O sistema moveu-se para o leste e atravessou Palawan antes de se dissipar em 24 de outubro. Nas Filipinas, a depressão matou uma pessoa e causou danos menores.

### Tempestade tropical severa Melor (Viring)
No final de outubro, uma área de convecção persistiu a noroeste de Palau e rapidamente se organizou em uma depressão tropical em 29 de outubro. Movendo-se para oeste-noroeste em direção às Filipinas devido a um cume a leste, a depressão se intensificou na tempestade tropical Melor em 30 de outubro. Com o mínimo de cisalhamento do vento, a tempestade se fortaleceu ainda mais e desenvolveu um grande olho. O JTWC atualizou Melor para o status de tufão em 31 de outubro, estimando o pico 1 ventos minutos de 140 km/h (87 mph), embora a JMA estimou que a tempestade atingiu apenas o pico 10 ventos minutos de 95 km/h (60 km/h). No início de 1 de novembro, Melor desembarcou no nordeste de Luzon, nas Filipinas, ao sul de Palanan. A tempestade enfraqueceu sobre a terra e emergiu no Mar da China Meridional. Naquela época, ele estava se movendo para o norte ao longo da periferia do cume para o leste. Em 2 de novembro, Melor virou para o nordeste, passando a leste de Taiwan. No dia seguinte, enfraqueceu para o status de depressão tropical e, depois de serpentear no leste de Taiwan, Melor continuou para nordeste. Tornou-se extratropical em 5 de novembro e se dissipou no dia seguinte perto do sul do Japão.
Nas Filipinas, Melor caiu cerca de 150 mm (6 in) de chuva, que inundou o rio Cagayan e matou quatro pessoas. Em Taiwan, as chuvas chegaram a 554 mm no condado de Pingtung. Na ilha japonesa de Hateruma, a precipitação totalizou 197 mm, que bateu o recorde horário e diário da emissora em novembro.

### Tufão Nepartak (Weng)
Uma depressão tropical desenvolveu-se perto de Yap em 11 de novembro. O sistema se intensificou gradualmente à medida que seguia rapidamente para o oeste em direção às Filipinas. Um anticiclone no alto permitiu o fortalecimento, e a JMA atualizou a depressão para a tempestade tropical Nepartak em 12 de novembro. Simultaneamente, o ciclone entrou na área de responsabilidade da Administração de Serviços Atmosféricos, Geofísicos e Astronômicos das Filipinas, que o nomeou tempestade tropical Weng. Por volta de 1600 UTC em 13 de novembro, Nepartak atingiu o norte da ilha de Samar, nas Filipinas, antes de atravessar o restante do arquipélago de leste a oeste. O ciclone emergiu no Mar da China Meridional enfraquecido, mas rapidamente se intensificou, continuando a oeste-noroeste. O JTWC estimou ventos de pico de 140 km/h (87 mph) em 16 de novembro, e mais tarde naquele dia, a JMA atualizou a tempestade para o status de tufão, estimando ventos de pico de 10 minutos de 120 km/h (75 km/h). Em 18 de novembro, Nepartak passou perto do sudoeste de Ainão e enfraqueceu, com a convecção diminuindo da circulação. No dia seguinte, o sistema enfraqueceu para o status de depressão tropical e se dissipou logo após desembarcar em Beihai, na China.
Nas Filipinas, Nepartak produziu ventos fortes, chuvas fortes e mar agitado.  A tempestade causou quedas de energia generalizadas e interrupções de ferry.   De acordo com o PAGASA em seu relatório pós-tempestade, um total de 13 pessoas perderam suas vidas durante a tempestade. Em Hainan, a tempestade ajudou a acabar com uma das piores secas de verão em quase 65 anos, embora também tenha causado grandes danos às colheitas, destruindo 64 000 ha de campos e matando 400 cabeças de gado.  Com cerca de 800 casas destruídas, os danos em Ainão chegaram a US$ 197 milhões (US$ 2003). Os efeitos foram menores na China continental.

### Tufão Lupit (Yoyoy)
Tufão Lupit formou-se em 18 de novembro da calha das monções a oeste das Ilhas Marshall. No início de sua duração, mudou-se geralmente para o oeste ou oeste-sudoeste. Em novembro Em 21 de dezembro, a depressão se intensificou na tempestade tropical Lupit e, dois dias depois, se fortaleceu em um tufão, desenvolvendo um olho. Lupit mais tarde começou um movimento prolongado para o noroeste, durante o qual passou perto de várias ilhas no estado de Yap. O tufão atingiu o pico de intensidade em 26 de novembro, com ventos sustentados de 10 minutos de pico de 185 km/h (115 km/h). Mais tarde, enfraqueceu devido a uma variedade de condições desfavoráveis, e depois de recuar para o nordeste, Lupit tornou-se extratropical ao sul do Japão em dezembro. 2.
O tufão Lupit afetou primeiro Pohnpei com rajadas de vento e depois danificou ou destruiu cerca de 200 casas no estado de Chuuk. Lá, ondas altas inundaram estradas e casas, enquanto ventos fortes danificaram as plantações. Os danos foram mais pesados no estado de Yap, principalmente no pequeno atol de Ulithi e na ilha de Fais. Em ambas as ilhas, o tufão contaminou o abastecimento de água e destruiu as colheitas. A precipitação atingiu 263 milímetros (10,35 in) em Ulithi, e rajadas atingiram 158 km/h (98 km/h). Ao longo do FSM, os danos totalizaram cerca de US $ 1,7 milhões, embora não tenha havido mortes. O dano levou o governo FSM a declarar dois estados como áreas de desastre, bem como uma declaração de desa stre do governo federal dos Estados Unidos. Enquanto Lupit estava se tornando extratropical, tornou-se o primeiro tufão em dezembro a ameaçar o Japão em 13 anos.  A tempestade derrubou chuvas que resultaram em deslizamentos de terra e cancelamentos de voos.

### Depressão tropical 27W (Zigzag)
O sistema final do ano foi uma depressão tropical que se originou do vale das monções em 24 de dezembro a leste das Filipinas. Depois de se mover inicialmente para o oeste, virou para o sul, e o JTWC estimou que a depressão se intensificou em uma tempestade tropical. Durante este tempo, o PAGASA classificou-o como tempestade tropical Zigzag. O sistema atingiu o nordeste de Mindanao e se dissipou em 27 de dezembro, trazendo fortes chuvas.

### Outros sistemas
Em 9 de julho, PAGASA classificou um sistema como Tropical Depression Falcon, na costa oeste das Filipinas. A JMA também iniciou brevemente os avisos antes de lançá-los no final de 9 de julho. No final do mês, a PAGASA emitiu brevemente avisos sobre a depressão tropical Ineng em 30 de julho na costa leste de Mindanao. A depressão se dissipou no dia seguinte, causando cerca de P8 milhões (PHP, $ 145.000 USD) em danos. A calha das monções gerou uma depressão tropical ao norte de Luzon em 18 de agosto, com PAGASA nomeando-o Lakay. Houve várias circulações na região, com a tempestade tropical Vamco para o nordeste perto de Taiwan, e o sistema geral se moveu geralmente para o oeste. A PAGASA classificou brevemente Lakay como uma tempestade tropical em 19 de agosto antes de terminar os avisos no dia seguinte. O sistema espalhou chuvas por toda a China, chegando a 82,4 mm em Xiamen, Fujuan.
Em 5 de setembro, o ex- furacão Jimena cruzou a Linha Internacional de Data na bacia. Naquela época, a circulação estava amplamente exposta à convecção e o centro rapidamente se dissipou. No final do mês, o vale das monções gerou um distúrbio a leste das Filipinas que PAGASA classificou como depressão tropical Quiel em 15 de setembro. O sistema se moveu para o oeste, mas nunca se intensificou, dissipando-se a oeste de Luzon em 19 de setembro. O amplo sistema também gerou o tufão Choi-wan.
Em outubro Em 5 de outubro, a JMA monitorou uma depressão tropical a sudeste de Taiwan que mais tarde passou perto da ilha, produzindo fortes chuvas que atingiram o pico de 153 mm no Condado de Ilan. Em 16 de outubro, a JMA classificou brevemente uma depressão tropical a leste das Ilhas Marianas. Também em outubro, o vale das monções gerou uma depressão tropical no Golfo da Tailândia, que se moveu para noroeste e atravessou o Oceano Índico, causando fortes chuvas na Tailândia.
Em meados de novembro, a JMA rastreou brevemente uma depressão tropical fraca perto da Ilha Wake. A agência também rastreou brevemente uma depressão tropical na costa do Vietnã em 16 de dezembro. Ele finalmente se dissipou em 17 de dezembro, com a pressão e os ventos desconhecidos.

## Nomes de tempestades
No noroeste do Oceano Pacífico, tanto a Agência Meteorológica do Japão (JMA) quanto a Administração de Serviços Atmosféricos, Geofísicos e Astronômicos das Filipinas atribuem nomes a ciclones tropicais que se desenvolvem no Pacífico Ocidental, o que pode resultar em um ciclone tropical com dois nomes. O RSMC Tokyo da Agência Meteorológica do Japão — Typhoon Center atribui nomes internacionais a ciclones tropicais em nome do Comitê de Tufões da Organização Meteorológica Mundial, caso eles sejam julgados com ventos sustentados de 10 minutos de 65 km/h, (40 km/h). Enquanto a Administração de Serviços Atmosféricos, Geofísicos e Astronômicos das Filipinas atribui nomes a ciclones tropicais que se movem ou se formam como uma depressão tropical em sua área de responsabilidade localizada entre 135°E e 115°E e entre 5°N-25°N, mesmo que o ciclone teve um nome internacional atribuído a ele. Os nomes de ciclones tropicais significativos foram retirados, tanto pelo PAGASA quanto pelo Typhoon Committee. Caso a lista de nomes para a região filipina se esgote, os nomes serão retirados de uma lista auxiliar, da qual os dez primeiros são publicados a cada temporada. Os nomes não utilizados são marcados em cinzento.

### Nomes internacionais
Durante a temporada 21 chamados ciclones tropicais se desenvolveram no Pacífico Ocidental e foram nomeados pela Agência Meteorológica do Japão, quando foi determinado que eles haviam se tornado tempestades tropicais. Esses nomes foram contribuídos para uma lista de 140 nomes apresentados pelas quatorze nações e territórios membros do Comitê de Tufões da ESCAP/WMO. Todos esses nomes foram usados pela primeira vez ene única, nos casos de Yanyan, Imbudo, Koni e Maemi) este ano.
| Yanyan  | Kujira | Chan-hom | Linfa    | Nangka | Soudelor | Imbudo | Koni  | Morakot  | Etau  | Vamco |
| Krovanh | Dujuan | Maemi    | Choi-wan | Koppu  | Ketsana  | Parma  | Melor | Nepartak | Lupit |       |

### Filipinas
| Amang          | Batibot                | Chedeng                 | Dodong                  | Egay                             |
| Falcon         | Gilas                  | Harurot                 | Ineng                   | Juaning                          |
| Kabayan        | Lakay                  | Manang                  | Niña                    | Onyok                            |
| Pogi           | Quiel                  | Roskas                  | Sikat                   | Tisoy                            |
| Ursula         | Viring                 | Weng                    | Yoyoy                   | Zigzag                           |
| Auxiliary list |                        |                         |                         |                                  |
| Abe            | Berto (sem ser usado)  | Charing (sem ser usado) | Danggit (sem ser usado) | Estoy (sem usar) (sem ser usado) |
| Fuego          | Gening (sem ser usado) | Hantik (sem ser usado)  | Irog (sem ser usado)    | Joker (sem usar) (sem ser usado) |

A Administração de Serviços Atmosféricos, Geofísicos e Astronômicos das Filipinas usa seu próprio esquema de nomenclatura para ciclones tropicais em sua área de responsabilidade. PAGASA atribui nomes a depressões tropicais que se formam dentro de sua área de responsabilidade e qualquer ciclone tropical que possa se mover em sua área de responsabilidade. Caso a lista de nomes para um determinado ano se revele insuficiente, os nomes são retirados de uma lista auxiliar, sendo que os 10 primeiros são publicados todos os anos antes do início da temporada. Os nomes não retirados desta lista serão usados novamente na temporada de 2007. Os nomes que não foram atribuídos são marcados em cinzento. O nome Gilas usado para Koni foi encontrado não identificado por muitos; Foi inesperado que o nome Gilas seja substituído pelo nome Goring. Gilas, juntamente com Batibot, Lakay, Manang, Niña, Pogi, Roskas e Sikat foram substituídos sem motivo.

### Aposentadoria
Os nomes Imbudo e Maemi foram retirados pelo ESCAP/WMO Typhoon Committee. Os nomes Molave e Mujigae foram escolhidos para substituir Imbudo e Maemi, respectivamente. Enquanto Yanyan foi solicitado por Hong Kong para ser removido da lista, e foi substituído por Dolphin. A Administração de Serviços Atmosféricos, Geofísicos e Astronômicos das Filipinas (PAGASA) anunciou que o nome Harurot teve seu nome aposentado devido a grandes danos. O nome Hanna foi escolhido para substituir Harurot. Além disso, o nome "Koni" foi substituído por "Goni", depois que se descobriu que Koni estava com um erro de ortografia.

## Efeitos da temporada
Esta tabela resume todos os sistemas que se desenvolveram ou se mudaram para o Oceano Pacífico Norte, a oeste da Linha Internacional de Data durante 2003. As tabelas também fornecem uma visão geral da intensidade do sistema, duração, áreas terrestres afetadas e quaisquer mortes ou danos associados ao sistema.
| Nome                | Datas ativo                            | Classificação máxima       | Velocidade de vento sustentados | Pressão               | Áreas afetadas                          | Danos (USD)    | Fatalidades | Refs                               |
| ------------------- | -------------------------------------- | -------------------------- | ------------------------------- | --------------------- | --------------------------------------- | -------------- | ----------- | ---------------------------------- |
| Yanyan              | 15 de janeiro – 20                     | Tempestade tropical        | 65 km/h (40 mph)                | 1000 hPa (29.53 inHg) | Nenhum                                  | Nenhum         | Nenhum      | [ 12 ] [ 28 ]                      |
| Kujira (Amang)      | 10 de abril – 25                       | Tufão muito forte          | 165 km/h (103 mph)              | 930 hPa (27.47 inHg)  | Micronésia, Filipinas, Taiwan, Japão    | $230 000       | 3           | [ 12 ] [ 16 ] [ 96 ] [ 97 ] [ 33 ] |
| TD                  | 17 de maio                             | Depressão tropical         | Não definido                    | 1008 hPa (29.77 inHg) | Filipinas                               | Nenhum         | Nenhum      |                                    |
| 03W (Batibot)       | 18 de maio – 21                        | Depressão tropical         | Não definido                    | 1004 hPa (29.65 inHg) | Filipinas                               | Nenhum         | Nenhum      | [ 1 ]                              |
| TD                  | 19 de maio                             | Depressão tropical         | Não definido                    | 1008 hPa (29.77 inHg) | Nenhum                                  | Nenhum         | Nenhum      |                                    |
| Chan-hom            | 19 de maio – 27                        | Very strong typhoon        | 155 km/h (96 mph)               | 940 hPa (27.76 inHg)  | Chuuk, Guam                             | $16 000 000    | Nenhum      | [ 1 ] [ 12 ]                       |
| Linfa (Chedeng)     | 25 de maio – 30                        | Tempestade tropical severa | 100 km/h (62 mph)               | 980 hPa (28.94 inHg)  | Filipinas, Japão                        | $28 200 000    | 41          | [ 1 ] [ 12 ]                       |
| Nangka (Dodong)     | 30 de maio – 3 de junho                | Tempestade tropical severa | 95 km/h (59 mph)                | 985 hPa (29.09 inHg)  | Taiwan, Filipinas, Japão                | Nenhum         | Nenhum      | [ 12 ] [ 44 ]                      |
| Soudelor (Egay)     | 12 de junho – 19                       | Tufão muito forte          | 150 km/h (93 mph)               | 955 hPa (28.20 inHg)  | Filipinas, Taiwan, Japão, Coreia do Sul | $15 300 000    | 14          | [ 12 ] [ 46 ] [ 49 ]               |
| Falcon              | 9 de julho – 10                        | Depressão tropical         | 55 km/h (34 mph)                | 1004 hPa (29.65 inHg) | Nenhum                                  | Nenhum         | Nenhum      | [ 18 ]                             |
| Koni (Gilas)        | 15 de julho – 22                       | Tempestade tropical severa | 110 km/h (68 mph)               | 975 hPa (28.79 inHg)  | Filipinas, China, Vietname              | $16 900 000    | 7           | [ 12 ] [ 18 ] [ 56 ]               |
| Imbudo (Harurot)    | 15 de julho – 25                       | Very strong typhoon        | 165 km/h (103 mph)              | 935 hPa (27.61 inHg)  | Filipinas, China                        | $383 000 000   | 85          | [ 12 ] [ 18 ] [ 19 ]               |
| Ineng               | 30 de julho – 31                       | Depressão tropical         | 45 km/h (28 mph)                | 1004 hPa (29.65 inHg) | Filipinas                               | $145 000       | Nenhum      | [ 18 ] [ 93 ]                      |
| Morakot (Juaning)   | 31 de julho – 4 de agosto              | Tempestade tropical        | 85 km/h (53 mph)                | 992 hPa (29.29 inHg)  | Taiwan, China                           | $31 000 000    | 3           | [ 12 ] [ 15 ] [ 54 ]               |
| TD                  | 2 de agosto – 6                        | Depressão tropical         | Não definido                    | 1008 hPa (29.77 inHg) | Nenhum                                  | Nenhum         | Nenhum      |                                    |
| Etau (Kabayan)      | 2 de agosto – 9                        | Very strong typhoon        | 155 km/h (96 mph)               | 945 hPa (27.91 inHg)  | Palau, Guam, Okinawa, Japão             | $294 800 000   | 20          | [ 12 ] [ 59 ]                      |
| Krovanh (Niña)      | 16 de agosto – 26                      | Strong typhoon             | 120 km/h (75 mph)               | 970 hPa (28.65 inHg)  | Filipinas, China, Vietname              | $253 000 000   | 4           | [ 12 ] [ 15 ] [ 54 ]               |
| TD                  | 17 de agosto                           | Depressão tropical         | Não definido                    | 1004 hPa (29.65 inHg) | Filipinas                               | Nenhum         | Nenhum      |                                    |
| Vamco (Manang)      | 18 de agosto – 20                      | Tempestade tropical        | 65 km/h (40 mph)                | 996 hPa (29.41 inHg)  | Filipinas, Taiwan, China                | $4 700 000     | Nenhum      | [ 12 ] [ 15 ]                      |
| Lakay               | 18 de agosto – 20                      | Depressão tropical         | 55 km/h (34 mph)                | 996 hPa (29.41 inHg)  | Filipinas, Taiwan, China                | Nenhum         | Nenhum      | [ 15 ]                             |
| TD                  | 18 de agosto – 19                      | Depressão tropical         | Não definido                    | 1008 hPa (29.77 inHg) | Nenhum                                  | Nenhum         | Nenhum      |                                    |
| TD                  | 26 de agosto – 27                      | Depressão tropical         | Não definido                    | 1008 hPa (29.77 inHg) | Nenhum                                  | Nenhum         | Nenhum      |                                    |
| Dujuan (Onyok)      | 27 de agosto – 3 de setembro           | Very strong typhoon        | 150 km/h (93 mph)               | 950 hPa (28.05 inHg)  | Filipinas, Okinawa, Taiwan, China       | $392 000 000   | 44          | [ 12 ] [ 54 ]                      |
| TD                  | 31 de agosto – 3 de setembro           | Depressão tropical         | Não definido                    | 1008 hPa (29.77 inHg) | Nenhum                                  | Nenhum         | Nenhum      |                                    |
| Maemi (Pogi)        | 4 de setembro – 13                     | Violent typhoon            | 195 km/h (121 mph)              | 910 hPa (26.87 inHg)  | Japão, Coreia do Sul, Coreia do Norte   | $4 100 000 000 | 120         | [ 12 ] [ 22 ] [ 73 ]               |
| TD                  | 7 de setembro – 8                      | Depressão tropical         | Não definido                    | 1002 hPa (29.59 inHg) | Vietname                                | Nenhum         | Nenhum      |                                    |
| TD                  | 11 de setembro – 13                    | Depressão tropical         | Não definido                    | 1010 hPa (29.83 inHg) | Nenhum                                  | Nenhum         | Nenhum      |                                    |
| TD                  | 14 de setembro – 15                    | Depressão tropical         | Não definido                    | 1004 hPa (29.59 inHg) | China meridional                        | Nenhum         | Nenhum      |                                    |
| Quiel               | 15 de setembro – 19                    | Depressão tropical         | Não definido                    | Não definido          | Filipinas                               | Nenhum         | Nenhum      | [ 21 ] [ 94 ]                      |
| Choi-wan (Roskas)   | 16 de setembro – 24                    | Strong typhoon             | 130 km/h (81 mph)               | 955 hPa (28.20 inHg)  | Japão                                   | $2 500 000     | Nenhum      | [ 12 ] [ 76 ]                      |
| Koppu (Sikat)       | 23 de setembro – 30                    | Strong typhoon             | 130 km/h (81 mph)               | 960 hPa (28.35 inHg)  | Nenhum                                  | Nenhum         | Nenhum      | [ 12 ]                             |
| TD                  | 5 de outubro – 6                       | Depressão tropical         | Não definido                    | 1008 hPa (29.77 inHg) | Taiwan                                  | Nenhum         | Nenhum      |                                    |
| 18W                 | 6 de outubro – 10                      | Depressão tropical         | 55 km/h (34 mph)                | 1004 hPa (29.65 inHg) | China meridional                        | Nenhum         | Nenhum      |                                    |
| 19W                 | 12 de outubro – 13                     | Depressão tropical         | Não definido                    | Não definido          | China meridional                        | Nenhum         | 2           |                                    |
| TD                  | 16 de outubro                          | Depressão tropical         | Não definido                    | 1004 hPa (29.65 inHg) | Nenhum                                  | Nenhum         | Nenhum      |                                    |
| Ketsana (Tisoy)     | 17 de outubro – 26                     | Very strong typhoon        | 165 km/h (103 mph)              | 940 hPa (27.76 inHg)  | Nenhum                                  | Nenhum         | Nenhum      | [ 12 ]                             |
| Parma               | 19 de outubro – 31                     | Very strong typhoon        | 175 km/h (109 mph)              | 930 hPa (27.47 inHg)  | Nenhum                                  | Nenhum         | Nenhum      | [ 12 ]                             |
| 23W                 | 21 de outubro – 23                     | Depressão tropical         | 55 km/h (34 mph)                | 1008 hPa (29.77 inHg) | Tailândia                               | Menor          | 1           | [ 24 ] [ 82 ]                      |
| 22W (Ursula)        | 21 de outubro – 23                     | Depressão tropical         | 55 km/h (34 mph)                | 1004 hPa (29.65 inHg) | Filipinas                               | Menor          | 1           | [ 24 ] [ 82 ]                      |
| Melor (Viring)      | 29 de outubro – 5 de novembro          | Tempestade tropical severa | 95 km/h (59 mph)                | 980 hPa (28.94 inHg)  | Filipinas, Taiwan, Japão                | Nenhum         | 4           | [ 12 ]                             |
| Nepartak (Weng)     | 11 de novembro – 19                    | Strong typhoon             | 120 km/h (75 mph)               | 970 hPa (28.65 inHg)  | Filipinas, Vietnam, China               | $197 000 000   | 13          | [ 12 ] [ 13 ] [ 25 ]               |
| TD                  | 14 de novembro – 15                    | Depressão tropical         | Não definido                    | 1004 hPa (29.65 inHg) | Nenhum                                  | Nenhum         | Nenhum      |                                    |
| TD                  | 15 de novembro                         | Depressão tropical         | Não definido                    | 1004 hPa (29.65 inHg) | Nenhum                                  | Nenhum         | Nenhum      |                                    |
| Lupit (Yoyoy)       | 18 de novembro – 2 de dezembro         | Very strong typhoon        | 185 km/h (115 mph)              | 915 hPa (27.02 inHg)  | Micronesia, Japão                       | $1 700 000     | Nenhum      | [ 12 ] [ 86 ]                      |
| TD                  | 16 de dezembro – 17                    | Depressão tropical         | Não definido                    | 1004 hPa (29.65 inHg) | Nenhum                                  | Nenhum         | Nenhum      |                                    |
| 27W (Zigzag)        | 23 de dezembro – 27                    | Depressão tropical         | 55 km/h (34 mph)                | 1002 hPa (29.59 inHg) | Filipinas                               | Nenhum         | Nenhum      | [ 27 ] [ 91 ]                      |
| Totais da temporada |                                        |                            |                                 |                       |                                         |                |             |                                    |
| 45 sistemas         | 15 de janeiro – 27 de dezembro de 2003 |                            | 195 km/h (121 mph)              | 910 hPa (26.87 inHg)  |                                         | $6 436 675 000 | 362         |                                    |